# Leah Nugent
Leah Nugent (ur. 23 listopada 1992 w Pensylwanii) – jamajska lekkoatletka specjalizująca się w biegach przez płotki.
Urodziła się w Stanach Zjednoczonych, które reprezentowała na początku kariery. Od 22 lipca 2016 reprezentuje na międzynarodowych zawodach Jamajkę, skąd pochodzi jej ojciec.
Niespełna miesiąc po zmianie barw narodowych zajęła 6. miejsce w finale biegu na 400 metrów przez płotki podczas igrzysk olimpijskich w Rio de Janeiro, natomiast rok później podczas mistrzostw świata w Londynie zmagania zakończyła na półfinale.
Medalistka mistrzostw Jamajki.
Stawała na podium mistrzostw NCAA.

## Osiągnięcia
| Rok  | Impreza              | Miejsce        | Konkurencja                     | Lokata     | Wynik (s) |
| ---- | -------------------- | -------------- | ------------------------------- | ---------- | --------- |
| 2016 | Igrzyska olimpijskie | Rio de Janeiro | bieg na 400 metrów przez płotki | 6. miejsce | 54,45     |
| 2017 | Mistrzostwa świata   | Londyn         | bieg na 400 metrów przez płotki | półfinał   | 56,19     |

## Rekordy życiowe
- bieg na 60 metrów przez płotki (hala) – 7,96 (21 stycznia 2017, Lexington)
- bieg na 100 metrów przez płotki – 13,11 (24 kwietnia 2015, Gainesville) / 12,83w (31 marca 2017, Gainesville)
- bieg na 400 metrów przez płotki – 54,45 (18 sierpnia 2016, Rio de Janeiro)